# Marian Alexandru
Marian Alexandru (n. 20 septembrie 1977, București) este un fost fotbalist român.